# Снядово (гмина)
Снядово (пол. Śniadowo) — сельская гмина (волость) в Польше, входит как административная единица в Ломжинский повет Подляского воеводства. Население — 5592 человека (на 2011 год). Административный центр гмины — деревня Снядово.

## Демография
Данные по переписи 2011 года:
| Перепись            | Всего | Мужчины | Женщины |
| ------------------- | ----- | ------- | ------- |
| Всего               | 5592  | 2831    | 2761    |
| Городское население | 0     | 0       | 0       |
| Сельское население  | 5592  | 2831    | 2761    |

## Сельские округа
1. Брулин
2. Хоментово
3. Дембово
4. Духны-Млоде
5. Грабово
6. Якаць-Борки
7. Якаць-Дворна
8. Якаць-Млода
9. Ястшомбка-Млода
10. Емелите-Выпыхы
11. Колачки
12. Конопки-Млоде
13. Козики
14. Менженин
15. Млыник
16. Ольшево
17. Особне
18. Ратово-Пётрово
19. Сежпуты-Марки
20. Сежпуты-Загайне
21. Старе-Духны
22. Стара-Якад
23. Стара-Ястшомбка
24. Старе-Емелите
25. Старе-Конопки
26. Старе-Ратово
27. Старе-Шаблы
28. Стшешево
29. Шаблы-Млоде
30. Щепанково
31. Снядово
32. Трушки
33. Усник
34. Усник-Двур
35. Усник-Колёня
36. Вежбово
37. Вшежеч
38. Вшежеч-Колёня
39. Загробы
40. Залесе-Починки
41. Залесе-Выпыхы
42. Жебры
43. Жебры-Колёня

## Поселения
1. Багно
2. Долы
3. Дрозды
4. Фольварк
5. Грабник
6. Якад-Борова
7. Кольбы
8. Колпаки
9. Корыта
10. Круки
11. Лисины
12. Милевек
13. Млыник-Двур
14. Пикуле
15. Подвежбе
16. Пшеддонь
17. Пшитулы
18. Сапки
19. Старе-Духны
20. Струмяны
21. Щепанково-Колёня
22. Снядово-Стара-Стацья
23. Трояны
24. Вондолы
25. Загае
26. Загуже
27. Заколее
28. Занарце
29. Заольшине

## Соседние гмины
1. Гмина Червин
2. Гмина Ломжа
3. Гмина Мястково
4. Гмина Стары-Люботынь
5. Гмина Шумово
6. Гмина Трошин